# Sebastian Orlac
Sebastian Orlac (* 1970 in Bochum) ist ein deutscher Regisseur, Drehbuchautor und Schriftsteller.

## Leben
Sebastian Orlac wurde als Sohn des Schauspielerehepaars Stephan Orlac (1931–2020) und Elke Arendt (* 1939) in Bochum geboren, wuchs aber in München auf. Nach dem Abitur war er zunächst als Regieassistent, dann als Regisseur für Schauspiel tätig, unter anderem am Volkstheater Rostock, am Schauspielhaus Bochum, am Schauspielhaus Chemnitz und am Nationaltheater Weimar. Daneben drehte er Musikvideos.
Er konzipierte neue Erzählformate für das Internet u. a. für Pro7 und BBC, entwickelte Fernsehserien und -reihen und schrieb Drehbücher für Fernsehfilme.
Ab 2001 lag sein Arbeitsschwerpunkt beim literarischen Schreiben. 2002 nahm er an der Autorenwerkstatt Prosa des Literarischen Colloqiums Berlin (LCB) teil; 2004 war er Stipendiat des Schleswig-Holsteinischen Künstlerhauses Eckernförde. 2005 erhielt er das Alfred-Döblin-Stipendium der Akademie der Künste in Wewelsfleth.
Seit 2009 verfasst er für verschiedene Fernsehfilme und Serien das Drehbuch, unter anderem für die ZDF-Reihe Lotta mit Josefine Preuß in der Titelrolle.
Gemeinsam mit der Gruppe Kulturmassnahmen initiierte er Veranstaltungen wie die tragikomische Show des Scheiterns ab 2002 oder das Anton-Reiser-Werkstipendium 2004, das den deutschen Literaturbetrieb und dessen Förderwesen persifliert. Im Herbst 2005 wurde das von ihm und Thomas Oberender verfasste experimentelle Theaterstück das treffen – the other side simultan in Magdeburg und Nashville uraufgeführt. 2006 erschien Sebastian Orlacs Romandebüt Verteidigung der Himmelsburg bei Klett-Cotta.
Seit 1987 lebt und arbeitet er in Berlin.

## Werke
- Das Treffen / The other Side, gemeinsam mit Thomas Oberender, Schauspiel, (2005, Verlag der Autoren)
- Die Verteidigung der Himmelsburg, Roman, (2006, Klett-Cotta) ISBN 3-608-93739-0.

## Filmografie (Auswahl)
- 2009: Liebe ist Verhandlungssache (Fernsehfilm)
- 2011: Die Stein (Fernsehserie, 4 Folgen)
- 2012: Lotta & die großen Erwartungen
- 2012: Die Apps (Fernsehfilm)
- 2013: Lotta & die frohe Zukunft (Fernsehfilm)
- 2013: Helmut Schmidt – Lebensfragen (Fernsehfilm)
- 2014: Die Pilgerin (Fernseh-Zweiteiler)
- 2015: Lotta & das ewige Warum (Fernsehfilm)
- 2016: Lotta & der dicke Brocken (Fernsehfilm)
- 2017: Lotta & der Ernst des Lebens (Fernsehfilm)
- 2017: Jella jagt das Glück (Fernsehfilm)
- 2018: Keiner schiebt uns weg (Fernsehfilm)
- 2018: Liebe auf Persisch (Fernsehfilm)
- 2019: Eine Klasse für sich (Fernsehfilm)
- 2020: Das Geheimnis der Freiheit (Fernsehfilm)
- 2021: Klara Sonntag – Kleine Fische, große Fische
- 2022: Klara Sonntag – Liebe macht blind
- 2023: Klara Sonntag – Erste Liebe